# Suka Rela
Suka Rela is een bestuurslaag in het regentschap Banyuasin van de provincie Zuid-Sumatra, Indonesië. Suka Rela telt 1017 inwoners (volkstelling 2010).